# Jakub Krzych
Jakub Krzych (ur. 1981 w Lubaczowie) – polski  przedsiębiorca, menedżer, członek zarządu, członek Rady Nadzorczej, współzałożyciel i współwłaściciel firmy Estimote oraz AdTaily sp. z o.o., były wykładowca w Wyższej Szkole Europejskiej w Krakowie.

## Życiorys
Ukończył Liceum Ogólnokształcące im. T. Kościuszki w Lubaczowie. Jest absolwentem fizyki komputerowej w specjalizacji ekonofizyka i informatyki stosowanej na Uniwersytecie Jagiellońskim w Krakowie.
W 2008 roku założył swój pierwszy startup – spółkę reklamową AdTaily, którą w 2009 sprzedał grupie Agora SA, jednak do 2012 nadal pełnił w niej funkcje członka zarządu. W 2010 roku spółka AdTaily znalazła się wśród dwudziestu pięciu najbardziej kreatywnych spółek europejskich (według magazynu CNBC Business).
W 2013 roku dzięki wsparciu amerykańskiego akceleratora YCombinator wraz z Łukaszem Kostką założył spółkę Estimote, w której do dzisiaj pełni funkcję CEO. Startup pozyskał w Dolinie Krzemowej ponad 3 mln dolarów dofinansowania i został doceniony przez Google i redakcję Financial Times.
Prowadził również zajęcia na temat strategii w startupach w Wyższej Szkole Europejskiej w Krakowie.

## Nagrody i wyróżnienia
- 2015 – laureat III edycji Plebiscytu Polacy z Werwą